# Hemligheten på Chimneys
Hemligheten på Chimneys (orig. The Secret of Chimneys) är en detektivroman av författaren Agatha Christie; den utkom i original i juni 1925 (i USA senare samma år) och i svensk översättning 1948. 
I romanen introduceras kommissarie Battle, som skulle återkomma i flera av Christies böcker, och Lady Eileen "Bundle" Brent. På begäran av George Lomax går lord Catherham motvilligt med på att arrangera en weekendfest på sitt gods Chimneys. Ett mord sker i huset vilket är starten för en vecka av snabba händelser med polisen närvarande bland gästerna.
Romanen blev väl mottagen vid sin publicering och beskrevs som mer än ett mordmysterium, eftersom det också är en skattjakt. Senare recensioner ansåg den vara en av författarens bästa tidiga thrillers. Senare recensioner hävdar att romanen fordrar en rejäl känsla av misstro. Beskrivningen av karaktärerna skildras i en terminologi som vid tiden då boken skrevs inte ansågs rasistiskt. Romanen kom att få en slags fristående fortsättning i De sju urens mysterium; då det förvisso rör sig om helt olika historier, men delar av persongalleriet är detsamma, däribland Battle, lady Eileen "Bundle" Brent, Lord Caterham och George Lomax samt att bägge tilldrar sig på godset Chimneys.

## Karaktärer
(Ytterligare identiteter antagna av karaktärer i romanen namnges [inom hakparentes].)
Boende på "Chimneys" och gäster vid festen:
- Clement Edward Alistair Brent, 9:e markisen av Caterham, Lord Caterham
- Lady Eileen "Bundle" Brent, äldsta dotter till Lord Caterham
- Virginia Revel, kusin till George Lomax, dotter till en pär, societetsskönhet och ung änka efter Timothy Revel, tidigare brittiskt sändebud till Herzoslovakien; hon är 27 år gammal.
- Hiram P Fish, samlare av förstaupplagor, inbjuden till festen av Lord Catherham [en amerikansk agent på jakt efter King Victor]
- Herman Isaacstein, finansiär av ett brittiskt oljesyndikat
- Tredwell, butler
- Fröken Genevieve Brun, fransk guvernant till Lady Eileens två yngre systrar Dulcie och Daisy [tidigare drottning Varaga av Herzoslovakien]

Vänner i Sydafrika
- Anthony Cade, brittiskutbildad äventyrare, otursförföljd när romanen börjar; 32 år gammal och inte varit i England på 14 år
- James McGrath, kanadensisk man på jakt efter guld, ombedd att leverera ett paket till London

Brittisk regering
- The Honourable George Lomax, inom utrikesdepartementet
- Bill Eversleigh, arbetar för George Lomax

Herzoslovakier
- Furst Michael Obolovitj av Herzoslovakien [Mr Holmes från förlaget Balderson and Hodgkins] [Greve Stanislaus], andra mordoffret
- Kapten Andrassy, hans adjutant
- Boris Anchoukoff, hans betjänt
- Baron Lolopretjzyl, Londonrepresentant för Lojalistpartiet i Herzoslovakien
- Furst Nicholas Obolovitj av Herzoslovakien [Anthony Cade, äventyrare] [James McGrath], uppvuxen och utbildad i England
- Dutch Pedro, en agent av "Röda Handens kamrater"

Polis och brottsutredare
- Inspektör Badgworthy, lokal polis
- Dr Cartwright, patolog
- Konstapel Johnson, nyaste tillskottet till lokalpolisen, släkting till stinsen, sålunda informerad om alla tågets avgångar
- Kommissarie Battle på Scotland Yard
- Monsieur Lemoine från Sûreté, fransk detektiv också på jakt efter King Victor.
- Professor Wynwood, kryptör

Övriga
- Giuseppe Manuelli, italiensk kypare på Blitz Hotel, tjuv och utpressare, första mordoffret
- King Victor, internationell juveltjuv, nyligen utsläppt från fängelse i Frankrike [Monsieur Chelles, gäst på värdshuset The Cricketers] [Monsieur Lemoine på Sûreté] [Kapten O'Neill] [Furst Nicholas Obolovitj av Herzoslovakien i Amerika], en man stolt över sina färdigheter inom stöld och förklädnad; efterlyst i tre länder
- Angèle Mory, före detta dansös på Folies Bergère, juveltjuv i King Victors gäng, senare drottning Varga av Herzoslovakien [Fröken Brun, fransk guvernant till flickorna Brent]. Hon mördade furst Michael, och dödades av sin egen pistol under striden med Boris.

## Handling
När de träffas i Bulawayo går Anthony Cade med på att ta två jobb åt sin vän James McGrath. Anthony beger sig till London för att leverera utkastet av en memoarbok till en förläggare och för att returnera brev till kvinnan som skrev dem. I England övertalar politikern George Lomax Lord Caterham att hålla en fest på Chimneys. Georges kusin Virginia Revel är inbjuden, liksom Hiram Fish, en samlare av böcker i förstaupplagor, tillsammans med huvudmännen i ett politiskt system för att återställa monarkin i Herzoslovakien - samtidigt som man försäkrar att nyupptäckt olja där kommer att hanteras av ett brittiskt syndikat.
På Cades första natt i London stjäls breven från hans hotellrum av hans servitör. Förlaget skickar Holmes för att hämta memoarerna. Dessa skrevs av den avlidne greven Stylptitch av Herzoslovakien; Nu när olja har upptäckts befinner sig nationen i ett kaos mellan republikaner och rojalister. På inrådan lägger Cade ett falskt paket i hotellets kassaskåp. Tjuven tar med sig ett brev till Virginia Revel i hennes hem, eftersom det är hennes namn på signaturen i varje brev. Omedveten om att hon inte skrev breven vill han utpressa henne. I ett infall betalar hon och lovar mer pengar nästa dag. När hon kommer hem nästa dag hittar hon honom mördad i sitt hus och Anthony Cade på hennes dörrsteg. Cade ordnar så att kroppen upptäcks någon annanstans av polisen, för att undvika en skandal och låta Virginia fortsätta till Chimneys.
På Chimneys dödas prins Michael, förmodad arvinge till den länge tomma tronen i Herzoslovakien, natten för hans ankomst. Cade var på Chimneys samma kväll och lämnade fotspår utomhus men inte inomhus. Han presenterar sig djärvt för kommissarie Battle, förklarar historien om memoarerna och övertalar Battle om hans oskuld i mordet. Efter att ha sett att den döde prinsen hade poserat som Mr Holmes, följer Cade sina egna idéer för att hitta mördaren, medan Battle leder huvudutredningen. Nästa arving till tronen, Nicholas, kusin till Michael, samlade in pengar i Amerika. Cade kollar upp guvernanten; han reser till Frankrike för att tala med hennes tidigare arbetsgivare.
Koh-i-noor-diamanten hade stulits från Towern i London och ersatts av en kopia några år tidigare, av en fransk tjuv vid namn King Victor. Chimneys är en plats där den kan vara gömd, även om man efter många sökningar inte har hittat den. Kung Victor släpptes från fängelset i Frankrike några månader tidigare, så Battle förväntar sig att han kommer att försöka återställa det. Natten Cade är i Frankrike, är det inbrott på Chimneys. Virginia Revel hör ljudet och ser en eller två män ta isär en gammal rustning. Hon och Bill Eversleigh fångar inte tjuven. Nästa natt väntar de tre på ett andra försök; de fångar M Lemoine från Sûreté, på jakt efter King Victor. Battle har väntat på honom. De stulna breven dyker upp i Cades rum. Battle inser att tjuvarna vill att han ska avkoda brevet som pekar på platsen för den stulna pärlan, eftersom greve Stylptitch hade flyttat den från den plats där drottningen hade gömt den. Detta görs och avslöjar ledtråden: "Richmond seven straight eight left three right". Battle följer Richmond-ledtråden till en tegelsten i en dold passage, som i sin tur avslöjar en förbryllande gåta. Cade beger sig till Dover för att hitta en adress på en papperslapp som Boris Anchoukoff, betjänt till den avlidne prinsen, gett honom. Han hittar King Victors gäng; Hiram Fish, verkligen en Pinkerton-detektiv på tjuvens spår för sina brott i Amerika; och den riktiga M Lemoine bunden som gisslan.
På Chimneys är alla samlade för att höra mysterierna förklaras. I biblioteket hittar Boris fröken Brun med en pistol, eftersom hon menar att döda honom och få juvelen. De kämpar; pistolen går av i hennes hand och dödar henne. Fröken Brun hade dödat prins Michael, för att han hade känt igen henne som någon annan. Hon var den sista drottninggemålen av Herzoslovakien, som tros ha mördats med sin man i revolutionen; men hon flydde. Hon skrev de kodade breven till kapten O'Neill, ett alias för kung Victor, och undertecknade dem med Virginia Revels namn. Cade introducerar den riktiga M Lemoine för gruppen, medan Hiram Fish snarar kung Victor, som har poserat som den franska detektiven och i Amerika som Nicholas. Anthony Cade gav "Mr Holmes" paketet; han ger de riktiga memoarerna till Jimmy McGrath för att tjäna sina £ 1000. Cade och Fish löser gåtan; den pekar på en ros på tomten, där Koh-i-Noor därefter återfinns. Anthony presenterar sig som den försvunne prins Nicholas, redo att alliera sig med det brittiska syndikatet. Han erbjuder sig själv som Herzoslovakiens nästa kung. Tidigare samma dag gifte han sig med Virginia, som kommer att bli hans drottning.

## Litterär betydelse och mottagande
The Times Literary Supplement recenserade romenen den 9 juli 1925 och konstaterade nöjdaktligen att "det förekommer ... en tjock dimma av mysterier, missförstånd och romans vilket leder fram till ett nästan oväntat och högst tillfredsställande slut".
Recensenten i The Observer skrev den 28 juni 1925: "Mrs Christie kastar sig med lätthet ner i ett riktigt virrvarr av mord, till synes oskyldiga åskådare, Balkanpolitiker (av det lättare slaget), bedragare, hemliga sällskap, koder, experter, hemliga lönnrum, detektiver (riktiga och påhittade), och slutför det hela med triumf, innan hennes läsare är alltför hopplöst bortkollrade. Inget mord betyder något för helheten. De rätta personerna gifter sig, efter att vi först ha tagit dem till vårt hjärtat tack vare deras lättsamma inställning till saker och ting runtomkring." Recensenten avslutade med att Christies "påhittighet och klarhet är verkligen enastående."
Recensionen i The Scotsman den 16 juli 1925 började med: "Trots herzoslovakiska politiker och en bakgrund med olja och pengar tar denna nya roman av Agatha Christie ett grepp om läsaren när det gäller att göra sig av med en kropp, oskyldigt men inte utan att äventyras av faran med en allvarlig skandal" och fortsatte med "Det är en spännande historia med en förbryllande samling av tänkbara mördare och en kuriös hop av detektiver, amatörer och professionella, och med en skurk av internationell betydelse och (påstådd) fulländad begåvning." Recensionen avslutade med: "Det är inte bara mord i historien; det förekommer en skattjakt, inte efter guld men en diamant, och historien är lämpligt iscensatt till största delen på Chimneys, den historiska byggnaden vars hemlighet kommer avslöjas i kapitel XXIX, även om den smarte kan ha upptäckt den en aning tidigare".
Robert Barnard sa att det är viktigt att komma ihåg att när romanen skrevs "Om man kan stå ut med alla rasistiska anmärkningar, vilka mycket är från tidsandan, är detta en förstklassig lek, till det bättre för att inte vara 'handlingen med världsherraväldet'. Det handlar om Herzoslovakiens tron och kronjuveler och kombinerar hoppfulla element med smarta unga människor och några effektfulla karikatyrer." Hans sista omdöme om romanen var att den var "den minst förskräckliga av de tidiga romanerna."
Musikkritikern Charles Osborne: "Hemligheten på Chimneys är en av Agatha Christies bästa tidiga thrilles (...). Hennes inställning till demokrati är så osympatisk, åtminstone uttryckt av den karaktär som Mrs Christie uppenbarligen sympatiserar med, att den avslöjar en oväntat auktoritär aspekt av författarinnans natur".
I sin analys av Christies anteckningsböcker publicerade 2010 och 2012, skriver Christieexperten och arkivarien John Curran att "ett avsevärd mått av misstro är påkallad om några av handlingens delar ska kunna godtas." Curran ansåg att romanen vara en "nöjsam men orimlig soppa ... kryddad med falska ledtrådar, osannolika motiveringar och föga övertygande personer" och ansåg att Christies Mannen i brunt och De sju urens mysterium "om än inte övertygande, åtminstone mindre otroliga" än Chimneys.

## Hänvisningar och anspelningar

### Hänvisningar till verkliga platser
Blitz Hotel är delvis en hänvisning till Londons Ritz Hotel, även om platsen för Blitz mer matchar den för Savoy Hotel, där César Ritz hade varit manager, och vilken ligger nära Thames Embankment. Christie använder sig av samma plats (och samma namn) i novellerna (1924) Blindbock och Mannen som var nummer 16 , vilka senare ingick i samlingen Par i brott (1929).

### Hänvisningar i andra verk
Det fiktiva landet Herzoslovakien återkommer i novellen The Stymphalean Birds som publicerades första gången i april 1940 i Strand Magazine och som senare skulle förekomma i samlingen Herkules storverk från 1947. Landet nämns också flyktigt i romanen Skospännet från 1940.
1929 använde sig Christie av herrgården "Chimneys", tillsammans med karaktärerna Bill Eversleigh, Bundle, George Lomax, Tredwell och Lord Caterham från denna bok, i romanen De sju urens mysterium.

### Anspelningar på verkliga händelser
Romanen skrevs 1925. Karaktärerna i historien hänvisar till händelser som inträffade omkring 7 år tidigare, det vill säga i slutet av Första världskriget då kejsardömet Österrike-Ungern och det Osmanska riket gick under. Kriget nämns aldrig explicit. Istället säger kommissarie Battle i kapitel 19: "För sju år sedan pågick det en hel del vad de kallade rekonstruktion, särskilt i östern." Samtidigt befann sig många kungliga personer i England, däribland drottningen av Herzoslovakien och greve Stylptitch; alla Balkanstater var delaktiga i diskussionerna. Det är vid den tiden som Koh-i-noor-diamanten försvinner i handlingen. Några år senare gjorde invånarna i Herzoslovakien uppror emot kungen och hans ofrälse hustru. Samtidigt blev Mrs Virginia Revel och hennes man Tim delaktiga i ett diplomatiskt uppdrag från England till Herzoslovakien där mrs Revel mötte furst Michael; hon var den enda person på festen som kände furst Michael, men inte den enda i huset. Stölden inträffade omedelbart efter kriget.

## Bearbetningar

### Teater (1931)
Hemligheten på Chimneys anpassades av Christie till en teaterpjäs 1931, men den planerade föreställningen ställdes in. Icke desto mindre placerades en kopia i British Library där den fanns och en kopia gavs till Christies dotter, på vars begäran dess existens inte avslöjades offentligt. Tjugo år senare dök ytterligare ett exemplar upp i Kanada, där den fick sin världspremiär den 16 oktober 2003.

### TV-version (2010)
En adaption producerades för den femte säsongen av Marple med Julia McKenzie i huvudrollen. Adaptionen behåller Chimneys som miljö. Bytet av Miss Marple som huvuddetektiv är dock bara den första av många förändringar som gjorts i berättelsen, som slår samman och byter namn på flera karaktärer, förvandlar den politiska kopplingen (överförd från det fiktiva Herzoslovakien till Österrike) till en av flera villospår, och förändrar både mördarens identitet och motiv på ett genomgripande sätt. Den innehåller också element från Miss Marple-novellen "Dödens ört".
I rollerna ser vi bland andra Edward Fox som Lord Caterham, Anthony Higgins som greve Ludwig, Jonas Armstrong som Anthony Cade, Charlotte Salt som Virginia Revel och Dervla Kirwan som Bundle. Dervla Kirwan, i slutet av trettioårsåldern, spelade Bundle, som, även om hon fortfarande var dotter till Lord Caterham, fick rollen som syster till 23-åriga Lady Virginia Revel (Charlotte Salt), en orelaterad karaktär i den ursprungliga berättelsen. Av de två tycktes Lady Virginia ha mer gemensamt med Bundle i romanen. Radio Times observerade att denna produktion var "klassisk Agatha Christie, även om den bara är avlägset besläktad med hennes original ... Puristerna kommer att bli fullständigt förvirrade – och handlingen har fler hål i sig än mordoffret".

### Serieroman
Romanen släpptes av HarperCollins som en serieroman den 20 augusti 2007, adapterad av François Rivière och illustrerad av Laurence Suhner (ISBN 0-00-725059-2). Detta var en översättning från den utgåva som först publicerades i Frankrike av Emmanuel Proust éditions 2002 under titeln Le Secret de Chimneys.

## Publicering
Boken var den den sista roman som publicerades under Christies sex-böcker-kontrakt med "Bodley Head" som hade ingåtts 1919. Christie hade skrivit under utan en litterär agent och hade kommit att känna sig åsidosatt på grund av de, enligt hennes, orättvisa villkoren. Hennes kommande böcker i Storbritannien skulle alla komma att förläggas av "William Collins & Sons" (med undantag för The Hound of Death) när väl ett nytt och mer rättvist kontrakt hade skrivits under av hennes nya agent Edmund Cork från Hughes Massey. Cork blev en livslång vän.
Romanen var mycket beundrad av hennes blivande svärmor, Mrs Marguerite Mallowan, som skrev ner en notering i en läderinbunden kopia vilken hon hade beställt tillsammans med Dolken från Tunis och Gropen. Noteringen lydde: "När jag passerade en bokhandel i Paris 1932 köpte jag en Hemligheten på Chimneys, nu nästan oöverkomlig. Jag hade hört talas om Agatha Christie. Även om jag inte var någon beundrare av detektivhistorier så fångade hennes bok mig så mycket att jag lade ner den förrän jag hade läst klart den. Kort tid därefter gifte hon sig med min son, som hon hade mött i Mesopotamien då hon arbetade för Sir Leonard Woolley. Senare läste jag Dolken från Tunis, som, tror jag, gjorde henne världsberömd. Slutligen kom Gropen, en bok som är mig mycket kär så den visar på hennes artisteri, enkla och ärliga sinne. Detta är skälet till att jag har låtit binda samman dessa tre böcker. Jag önskar att de ska vara ett bevis på min beundran för hennes konstnärskap, och framför allt, för min tacksamhet för hennes kärleksfulla vänlighet genom alla åren som jag har känt henne". Boken såldes på auktion i september 2006.

### Bokdedikation
I förstaupplagan är boken tillägnad "Punkie", som var Christies äldre syster Madge. I andra upplagor lyder dedikationen:
"Till min systerson. Till minne av en inskription på Compton Castle och en dag på zoo."
"Systersonen" Jack Watts (1903–1961), son till Christies svåger James och syster 'Madge' Watts. Christie stod väldigt nära sin systerson, som föddes när hon var tretton år, och Christie hjälpte systern att ta hand om honom på Abney Hall, när systern och svågern var på skidsemester i St Moritz och vid julen. Hon skriver entusiastiskt om sina minne från den tiden i förordet till novellsamlingen Äventyret med julpuddingen 1960. Referensen till Compton Castle och zoo är mer oklara. Det är möjligt att huset "Chimneys" hänvisar till Compton Castle, men Abney Hall är lika trovärdigt. Christie beskriver inte "Chimneys" i boken, konstaterar endast att "Beskrivning av den historiska platsen kan återfinnas i varje guidebok."

### Internationella titlar
Romanen har översatts till flera språk. Åtminstone sjutton översättningar har gjorts, några så sent som 2014 och 2015. Detta är helt i linje med författarens rykte som den mest översatta författaren i världen.